# Weißer Urjum
Der Weiße Urjum (russisch Белый Урюм, Bely Urjum) ist der 185 km lange rechte Quellfluss der Tschornaja in der Region Transbaikalien im asiatischen Teil Russlands.

## Verlauf
Der Weiße Urjum verläuft in den Rajons Tschernyschewski und Mogotschinski. Er entspringt an der Nordwestflanke des Chorkow-Gebirges, 105 km nordnordöstlich vom Verwaltungszentrum Tschernyschewsk, auf einer Höhe von etwa 1000 m. Er fließt anfangs knapp 70 km nach Südwesten und Süden. Bei Flusskilometer 117 erreicht er die Siedlung städtischen Typs Aksjonowo-Silowskoje. Dort trifft der kleinere Nebenfluss Artschikoj von Westen kommend auf den Weißen Urjum. Dieser biegt in der Folge scharf in Richtung Ostnordost ab. Die Transsibirische Eisenbahn folgt nun dem Flusslauf. Südlich vom Flusslauf verläuft die Fernstraße R297. Bei Flusskilometer 57 trifft die Undurga, der bedeutendste Nebenfluss, von Süden kommend auf den Weißen Urjum. Bei Flusskilometer 51 passiert der Fluss die Siedlung Urjum. Der Weiße Urjum trifft schließlich bei der Siedlung Sbeginskoje auf den Schwarzen Urjum, mit dem er sich zur Tschornaja vereinigt. Das Einzugsgebiet des Weißen Urjum beträgt 5070 km².